# Ронні Петтерссон
Ронні Петтерссон (швед. Ronney Pettersson; 26 квітня 1940 — 26 вересня 2022) — шведський футболіст, що грав на позиції воротаря.
Виступав, зокрема, за «Юргорден», а також національну збірну Швеції.

## Клубна кар'єра
Вихованець клубу «Шевде», з якого 1958 року перейшов до «Юргордена». Тривалий час Ронні був резервним воротарем клубу, в тому числі і в чемпіонському сезоні 1964, але 1966 року став основним воротарем і допоміг команді ще раз виграти національний чемпіонат. Після закінчення сезону 1970 року він покинув команду, зігравши за неї загалом 112 ігор вищого дивізіону. Надалі грав за нижчоліговий клуб «Гудіксвалль».

## Виступи за збірну
Виступав за молодіжну та другу збірні Швеції. 27 червня 1966 року дебютував в офіційних іграх у складі національної збірної Швеції в товариському матчі з Югославією (1:1) і до кінця 1969 року зіграв у 17 іграх за головну команду країни, пропустивши 21 гол   . Наступного року поїхав з командою на чемпіонат світу 1970 року у Мексиці, але на поле за «тре крунур» більше не виходив.

## Титули і досягнення
- Чемпіон Швеції (1):

«Юргорден»: 1966